# Sonata para piano n.º 10 (Beethoven)

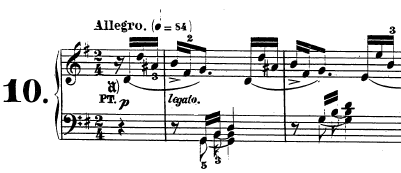
Allegro: Primeiro movimento.

Nessa segunda sonata do Opus 14, Beethoven volta ao tradicional forma allegro – Andante – Allegro assai (Scherzo). A segunda sonata dedicada a Baronesa Josefa von Braun é simples, mas contém passagens bem elaboradas.
O primeiro movimento começa com uma figura ríitmica interessante, onde o ouvinte não sabe ao certo onde está o Downbeat da música. Beethoven, que adorava brincar com a percepção rítmica do ouvinte, inicia a sonata no segundo tempo de um compasso 2/4, deslocando todo primeio tema em "meio compasso" e criando a impressão de que o baixo entra no início de cada compasso. O pianista tem que entender essa dualidade e colocá-la em prática na interpretação. O movimento é cheio de "armadilhas rítmicas" com síncopes, polirritmia, acentos em off beats, etc. O movimento é apresentado tradicionalmente, sem muitas inovações quanto à forma. Na coda, Beethoven traz de volta o tema principal - outra "tradição" em suas sonatas.

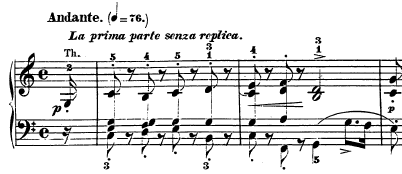
Largo, con gran espressione: Segundo movimento.

Com o ataque seco e as pausas entre acordes, Beethoven cria uma atmosfera de uma marcha para a abertura do segundo movimento. O movimento traz várias "idéias" que são repetidas cada passagem até à passagem final, onde Beethoven explora mais uma vez seu talento em desenvolver idéias. Uma passagem em semicolcheias traz de volta o tema inicial da marcha para enfim terminar o movimento.

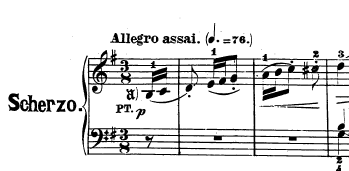
Allegro: Terceiro movimento.

O Scherzo final também apresenta variações rítmicas que pregam truques no ouvinte. O tema vem em fragmentos, onde o material principal é com uma escala ascendente. Essa "indecisão" dura até o compasso 70, onde a música finalmente "pega" e se desenvolve com um pouco mais de fluidez. Mas mesmo assim, Beethoven não deixa de lado a complexidade rítmica, com acentos nos tempos fracos. Essa seção funciona mais ou menos como o Trio do Scherzo. Beethoven intensifica essa complexidade até o final da peça, onde a polirritmia aparece entre o acompanhamento e a melodia. O final, surpreendente, dilui a música gradualmente até a última nota no baixo.
Mais uma sonata onde Beethoven "pratica" suas características ao compor para o piano, sendo que a complexidade rítmica é a mais evidente nesse caso.
| Sonata para Piano No. 10            |                         |
|                                     |                         |
| Composições de Ludwig van Beethoven |                         |
| Apelido:                            | Nenhum                  |
| Forma:                              | Sonata para piano       |
| Tonalidade - Compasso:              | Sol maior- 2/4          |
| Movimentos                          | 3                       |
| Data da composição:                 | 1798-9                  |
| Número da composição:               | Op. 14 nº 2             |
| Andamentos                          |                         |
| Primeiro Movimento                  | Allegro                 |
| Segundo Movimento                   | Andante                 |
| Terceiro Movimento                  | Scherzo (Allegro assai) |